# 톰 스턴
토머스 에번스 "톰" 스턴(영어: Thomas Evans "Tom" Stern, 1946년 10월 5일 ~ )은 미국의 영화 촬영 기사이다. 클린트 이스트우드와 함께 하며 《블러드 워크》(2002)를 시작으로 《밀리언 달러 베이비》(2004), 《아버지의 깃발》(2006), 《이오지마에서 온 편지》(2006), 《그랜 토리노》(2008) 등 그의 대부분의 연출 작품에서 촬영 감독을 담당하고 있다. 이스트우드 작품 외에는 스콧 데릭슨의 《엑소시즘 오브 에밀리 로즈》(2005), 게리 로스의 《헝거 게임: 판엠의 불꽃》(2012)을 작업하였다.

## 연출 작품 목록

### 영화
| 연도 | 제목                           | 원제                          | 감독               | 비고                   |
| ---- | ------------------------------ | ----------------------------- | ------------------ | ---------------------- |
| 2002 | 블러드 워크                    | Blood Work                    | 클린트 이스트우드  |                        |
| 2003 | 미스틱 리버                    | Mystic River                  | 클린트 이스트우드  |                        |
| 2004 | 바비 존스: 천재의 타구         | Bobby Jones: Stroke of Genius | 라우디 해링턴      |                        |
| 2004 | 밀리언 달러 베이비             | Million Dollar Baby           | 클린트 이스트우드  |                        |
| 2005 | 엑소시즘 오브 에밀리 로즈      | The Exorcism of Emily Rose    | 스콧 데릭슨        |                        |
| 2005 | 로맨스와 시가                  | Romance & Cigarettes          | 존 터투로          |                        |
| 2006 | 라스트 키스                    | The Last Kiss                 | 토니 골드윈        |                        |
| 2006 | 아버지의 깃발                  | Flags of Our Fathers          | 클린트 이스트우드  |                        |
| 2006 | 이오지마에서 온 편지           | Letters from Iwo Jima         | 클린트 이스트우드  |                        |
| 2007 | 레일과 인연                    | Rails & Ties                  | 앨리슨 이스트우드  |                        |
| 2007 | 우리가 불 속에서 잃어버린 것들 | Things We Lost in the Fire    | 수잰 비어          |                        |
| 2008 | 체인질링                       | Changeling                    | 클린트 이스트우드  | 아카데미 촬영상 후보   |
| 2008 | 그랜 토리노                    | Gran Torino                   | 클린트 이스트우드  |                        |
| 2009 | 우리가 꿈꾸는 기적: 인빅터스   | Invictus                      | 클린트 이스트우드  |                        |
| 2010 | 히어애프터                     | Hereafter                     | 클린트 이스트우드  |                        |
| 2011 | J. 에드가                      | J. Edgar                      | 클린트 이스트우드  |                        |
| 2012 | 헝거 게임: 판엠의 불꽃         | The Hunger Games              | 게리 로스          |                        |
| 2012 | 내 인생의 마지막 변화구        | Trouble with the Curve        | 로버트 로렌즈      | 클린트 이스트우드 제작 |
| 2014 | 저지 보이즈                    | Jersey Boys                   | 클린트 이스트우드  |                        |
| 2014 | 아메리칸 스나이퍼              | American Sniper               | 클린트 이스트우드  |                        |
| 2015 | 길들여진 말                    | Broken Horses                 | 비두 비노드 초프라 |                        |
| 2016 | 설리: 허드슨강의 기적          | Sully                         | 클린트 이스트우드  |                        |